# Sarrancolin
Sarrancolin è un comune francese di 627 abitanti situato nel dipartimento degli Alti Pirenei, nella regione dell'Occitania.
Fa parte dell'antico territorio del Pays d'Aure.

## Società

### Evoluzione demografica
Abitanti censiti